# .hr
.hr és el domini de primer nivell territorial (ccTLD) de Croàcia (en croat, Hrvatska).

## Detalls
El domini .hr l'administra CARNet - Croatian Academic and Research Network (Xarxa acadèmica i de recerca croata), per mitjà del comitè de DNS de CARNet, que en decideix la política, i el servei de DNS de CARNet, que porta el dia a dia. El comitè el componen membres associats amb la comunitat acadèmica. Fins al 2010, el servei l'operava SRCE, el Centre informàtic universitari; des de l'u de juliol de 2010, les operacions de servei es divideixen entre la mateixa CARNet, l'SRCE i diferents registradors.
Els qui registren dominis es classifiquen en diferents grups amb regles diferents. Totes les categories, excepte la .com.hr, requereixen alguna connexió amb Croàcia, com ara ser-ne ciutadà, resident permanent, o empresa inscrita. Els dominis de tercer nivell (exemple.com.hr) els pot registrar qualsevol persona del món, mentre proporcionin un contacte local.
Algunes categories de registradors poden fer-ho directament al segon nivell, però normalment, això està limitat a un registre per entitat legal (encara que en algunes categories se'n permeten més, normalment si es considera que el projecte és d'interès públic).
També hi ha registres de tercer nivell per a persones particulars en alguns dominis especialitzats com ara .iz.hr (voldria dir .de.hr), i un nombre il·limitat de registres per a empreses a .com.hr, però aquests no són tan populars com els dominis de segon nivell registrats directament sota .hr.